# Séloguin
Pour l’article ayant un titre homophone, voir Séloghin.
Séloguin, également orthographié Séloghin, est une localité située dans le département de Gomponsom de la province du Passoré dans la région Nord au Burkina Faso.

## Géographie
Séloguin se trouve sur les rives du lac de retenue du barrage Oumarou-Kanazoé, à 6 km au sud-est de Gomponsom, le chef-lieu départemental, et à environ 15 km à l'est du centre de la capitale provinciale Yako et de la route nationale 2 reliant le centre au nord du pays. Le village est traversé par la route ragionale 20 reliant Yako (à l'ouest) à Kaya (à l'est).

## Économie
L'économie de Séloguin est exclusivement basée sur l'agriculture permise par les eaux du lac du barrage sur le Nakambé.

## Santé et éducation
Le centre de soins le plus proche de Séloguin est le centre de santé et de promotion sociale (CSPS) de Niongnongo tandis que le centre médical avec antenne chirurgicale (CMA) de la province se trouve à Yako.
Séloguin est le seul village du département à ne pas possèder d'école primaire en  ; les élèves doivent se rendre à Niongnongo.